# Дело «Тольяттиазота»
Дело «Тольяттиазота» — ряд последовательных событий, связанных с судебным и с уголовным преследованием собственников и руководителей ОАО «Тольяттиазот» (ТоАз) и зарубежных партнёров компании в период с 2005 по 2019 год, получивших в российских СМИ название «Дело Тольяттиазота». В результате судебного и уголовного преследования в 2019 году были приговорены к срокам от 8,5 до 9 лет лишения свободы пять человек. В 2020 году уголовное преследование фигурантов продолжилось, возбуждено ещё одного уголовное дело.
«Тольяттиазот» крупнейший в России производитель аммиака, доля компании в мировом производстве аммиака оценивается 7,6 %.

## Производственное объединение «Тольяттиазот» в 1985—1991 годы
В 1985 году Владимир Николаевич Махлай был назначен директором производственного объединения «ТоАЗ» в Тольятти. Завод был построен по проекту и на деньги американского бизнесмена Арманда Хаммера и его компании Oxydental Petroleum. Производство было ориентировано на экспорт и соединялось трубопроводом, протяжённостью около 2500 километров, с «Одесским припортовым заводом», обеспечивающим перегрузку аммиака на танкеры. Завод поставлял аммиак компании Oxydental Petroleum до 1997 года.

## Приватизация «Тольяттиазота» и аммиакопровода «Трансаммиак»
4 июля 1991 года был принят Закон РСФСР «О приватизации государственных и муниципальных предприятий в РСФСР», 29 декабря 1991 года был подписан Указ президента РФ № 341, утвердивший «Основные положения программы приватизации государственных и муниципальных предприятий на 1992 год».
В 1992 году предприятие стало акционерным обществом открытого типа. С приватизацией Владимиру Махлаю помог разобраться Александр Макаров, на тот момент занимавший должность заместителя главы Комитета по имуществу Самарской области. После приватизации Макаров занял пост директора по экономике АО «Тольяттиазот», позже стал вице-президентом корпорации «ТоАз», был привлечён к уголовной ответственности вместе с Владимиром Махлаем и другими фигурантами.
В 1995 году было объявлено о приватизации российской части аммиакопровода, протяжённостью 1400 километров. Минимущество России приняло решение отдать ТоАзу 51 % в создаваемой для управления аммиакопроводом компании «Трансаммиак». В свою очередь «Тольяттиазот» передал Минимуществу 6,1 % своих акций, которые позже были проданы на инвестиционном конкурсе Самарским фондом имущества компании «Тафко», которая впоследствии продала акции трём швейцарским компаниям, членом советов директоров которых был старший сын Махлая Андрей. В январе 1997 года ещё 30 % «Трансаммиака» выкупила компания «Тафко».
Одним из условий инвестиционного соглашения при передаче 51 % ОАО «Трансаммиак» было подключение других производителей к аммиакопроводу. Изначально строительство аммиакопровода «Трансаммиак» предусматривало подключение к нему предприятий по производству аммиака в Невинномысске, Новомосковске и Россоши. Невыполнение этого условия инвестиционного соглашения впоследствии привело к возбуждению уголовного дела.
К началу 2000-х годов большая часть «Тольяттиазота» и трубопровода оказались в собственности Владимира Махлая".

## Претензии органов государственной власти, конфликт с ОАО «Минудобрения»
В 1999 году РФФИ (Российский фонд федерального имущества) провёл расследование о реализации инвестиционной программы «Трансаммиака» и покупки акций «Тольяттиазота» компанией «Тафко». В результате расследования было выявлено, что модернизация трубопровода была проведена, но не были построены отводы для других производителей, а покупка 6,1 % акций «Тольяттиазота» компанией «Тафко» была мнимой. В 2000 году по фактам этих нарушений Российский фонд федерального имущества обратился в арбитражный суд Самарской области и потребовал вернуть 6,1 % акций в госсобственность.В 2002 году, в связи с тем, что условия инвестиционного соглашения не были выполнены в части подключения других предприятий к аммиакопроводу, ОАО «Минудобрения» (расположено в городе Россошь, одно из предприятий, подключение которого к трубопроводу предусматривалось соглашением), обратилось в Министерство по антимонопольной политике, которое вынесло решение о незаконности действий «Тольяттиазота». В марте 2003 года решение МАП поддержал Арбитражный суд г. Москвы, в котором ТоАз пытался оспорить решение МАП. В мае 2003 года апелляционный суд отклонил жалобу ТоАза и поддержал сторону МАП.
В январе 2003 года Арбитражный суд города Москвы удовлетворил иск ОАО «Минудобрения» к ОАО «Тольяттиазот» и ОАО «Трансаммиак», которые отказали в доступе к трубопроводу «Минудобрениям». По решению суда, ТоАЗ и «Трансаммиак» должны были обеспечить доступ к аммиакопроводу другим производителям.
В 2003 году глава Министерства по антимонопольной политике Южанов назвал «Трансаммиак» и «Тольяттиазот» наиболее злостными нарушителями. Южанов напомнил, что за нарушения антимонопольного законодательства предусмотрена уголовная ответственность.
В январе 2004 года Министерство по антимонопольной политике подало в Генеральную прокуратуру заявление о возбуждении уголовного дела за нарушения антимонопольного законодательства «Тольяттиазотом». В марте 2004 года Генеральная прокуратура возбудила уголовное дело о нарушении антимонопольного законодательства по части 2 статьи 178 уголовного кодекса РФ.
В мае 2005 года ОАО «Минудобрения» получило доступ к аммиакопроводу и начало осуществлять поставки через трубопровод «Трансаммиака». Для подключения к магистральному аммиакопроводу 14 километров трубопровода до предприятия были построены за счёт «Минудобрений».

## Уголовные дела 2005—2010 года

### Обвинения В. Махлая и А. Макарова по трём статья Уголовного кодекса РФ
29 июня 2005 года Следственный комитет МВД возбудил уголовное дело в отношении неустановленных лиц по факту неуплаты «Тольяттиазотом» налогов в особо крупном размере. Владимир Махлай был обвинён по части 3 статьи 159 Уголовного кодекса РФ — мошенничество в крупном размере. Следствие посчитало, что Махлай совершил мошенничество, купив в 1997 году у компании «Тафко» 6,1 % акций «Тольяттиазота», при этом Махлай не предпринял никаких действий к выполнению инвестиционного соглашения, чем государству был нанесён ущерб в размере 3,2 млрд неденоминированных рублей. Также в постановлении Следственного комитета Владимир Махлай и Александр Макаров были обвинены по части 2 статьи 199 Уголовного кодекса РФ (уклонение от уплаты налогов в особо крупном размере). По версии следствия, Макаров с одобрения Махлая, будучи управляющим «ТоАза», заключил договор с подконтрольной Махлаю швейцарской фирмой Nitrochem Distribution AG на поставку ей продукции предприятия на 20 % ниже среднемировых цен. С 2001 по 2003 год «Тольяттиазот» поставил Nitrochem Distribution AG продукции на 14,4 млрд рублей, в результате чего доход предприятия был сокращён на 1,2 миллиарда рублей, а сумма недоплаченных налогов превысила 280 миллионов рублей.
В августе 2005 года Махлай скрылся в Швейцарии, после чего переехал в Великобританию. Следом за ним из России уехал Макаров. Махлай руководил компанией из лондонского офиса и проводил совещания при помощи видеосвязи.
В августе — декабре 2005 года, а также в марте 2006 года прошла серия обысков, выемок документов и других следственных действий в «Тольяттиазоте», «Тольяттихимбанке» и тольяттинском филиале ОАО «Волжско-Уралосибирский регистратор».
Следственный комитет МВД РФ заявил, что следственные мероприятия связаны с возбуждением ещё двух уголовных дел: в отношении председателя совета директоров «ТоАза» Владимира Махлая по части 4 статьи 159 УК РФ (мошенничество) и статье 199 УК РФ (неуплата налогов), в отношении Александра Макарова по статье 199 УК РФ. Газета «Коммерсант» сообщила о том, что новые эпизоды связаны с отмыванием средств.
В апреле 2006 года Тверской районный суд города Москвы рассмотрел обращение отдела по расследованию налоговых преступлений Следственного комитета МВД РФ, и постановил заключить под стражу Владимира Махлая, в отношении которого было возбуждено три уголовных дела: по части 4 статьи 159 УК РФ — мошенничество в особо крупном размере, по части 3 статьи 174.1 УК РФ — легализация (отмывание) средств, приобретённых незаконным путём, и части 2 статьи 199 — уклонение от уплаты налогов в особо крупном размере. На момент вынесения решения об аресте о местонахождении фигурантов дел было неизвестно. Владимир Махлай и Александр Макаров были объявлены в федеральный и международный розыск.
В октябре 2006 года, в рамках возбуждённого уголовного в отношении Махлая и Макарова, следственная группа провела выемки документов на «ТоАзе» и в «Тольяттихимбанке», основным владельцем которого являлся Владимир Махлай, который позже передал 98 % акций «Тольяттихимбанка» своему сыну Сергею.

### Прекращение уголовных дел о неуплате налогов в отношении В. Махлая и А. Макарова
3 октября 2007 года суд Автозаводского района Тольятти, в связи с отсутствием признаков состава преступления в действиях Махлая, признал незаконным возбуждение против него уголовного дела за неуплату налогов в 2005 году. В марте 2008 года Самарский областной суд подтвердил решение районного суда о незаконности возбуждения уголовного дела. Вслед за этим, в апреле 2010 года уголовное дело. возбуждённое в отношении Малая и Макарова, было прекращено Следственным комитетом МВД РФ.
Основанием для прекращения уголовного дела стало решение Арбитражного суда Самарской области, признавшего недействительными требования УФНС за 2002—2004 год. Решение Арбитражного суда было принято как доказательство невиновности фигурантов.

### Уход Владимира Махлая со всех руководящих должностей в ОАО «ТоАз»
В 2011 году, после прекращения уголовных дел, Владимир Махлай покинул все руководящие должности на предприятии. Должность президента, которую Махлай занимал до этого в течение 15 лет, была упразднена. Генеральным директором «Тольяттиазота» стал Евгений Королёв, ранее занимавший должность исполнительного директора. Председателем совета директоров компании стал сын Владимира Махлая Сергей.

## Арбитражные процессы

### Обжалование законности приватизации «Тольяттиазота»
22 декабря 2005 года Президиум Высшего Арбитражного суда РФ отменил решение Арбитражного суда Поволжского округа, который ранее признал недействительным договор купли-продажи акций «Тольяттиазота». Доводы Российского фонда федерального имущества, выступавшего истцом в этом деле, признаны несостоятельными. Своим постановлением Президиум ВАС РФ вернул дело для нового рассмотрение в Арбитражный суд Самарской области.

### Признание недействительной сделки купли-продажи 6,1 % акций «Тольяттиазота»
19 мая 2006 года, по иску Росимущества РФ, сделка купли-продажи 6,1 % акций «Тольяттиазота» российско-швейцарской фирме «Тафко» — структуре близкой собственнику ТоАза В. Махлаю, была признана Арбитражным судом Самарской области недействительной. По утверждению истца, «Тафко», в нарушение инвестиционного контракта, инвестировало 42 % от оговорённой контрактом суммы, большая часть была профинансирована «Тольяттиазатом», который выкупил пакет «Тафко» через несколько месяцев после инвестиционного конкурса.
Суд обязал компанию «Тафко» вернуть акции государству, однако эксперты, опрошенные газетой «Коммерсант», назвали решение суда неисполнимым, так как акций «Тольяттиазота» у «Тафко» нет, при этом издание сообщило, что пакет акций мог быть выведен в один из подконтрольных Владимиру Маклаю оффшоров.

### Признание недействительной сделки по обмену 6,1 % акций «ТоАза» на 51 % акций «Трансаммиака»
В июле 2006 года, по иску Росимущества, сделка по обмену 6,1 % акций «Тольяттиазота» на 51 % акций «Трансаммиака» была признана недействительной арбитражным судом Самарской области. Суд постановил, что «Тольяттиазот» должен вернуть государству 51 % акций «Трансаммиака». Иск рассматривался с 2004 года, суды первой и второй инстанции отказали в удовлетворении требований Росимущества, но в марте 2005 года Арбитражный суд Приволжского округа направил дело на новое рассмотрение. В своём иске Росимущество утверждало, что 51 % акций «Трансаммиака» стоили не 6,1 %, а 22,9 % акций «Тольяттиазота», на этом основании ведомство посчитало сделку неравноценной. В итоге суд обязал «Тольяттиазот» вернуть акции «Трансаммиака» государству.
На решение суда была подана кассационная жалоба, однако 24 января 2007 года Арбитражный суд Поволжского округа отказал «Тольяттиазоту» в удовлетворении жалобы. Юристы предприятия пытались доказать, что решение суда неисполнимо, так как у «ТоАза» нет акций «Трансаммиака». В связи с тем, что в суд не были представлены доказательства отсутствия акций, апелляционная инстанция отказала «Тольяттиазоту».
В марте 2007 года Президиум Высшего Арбитражного суда вынес решение о необоснованности наложения ареста и обеспечительных мер на 6,1 % акций «Тольяттиазота», и отменил постановления Арбитражного суда Самарской области и Поволжского округа.

### Иски миноритарного акционера Tringal Equities Inc.
30 января 2007 года в Арбитражном суде Самарской области состоялось рассмотрение иска миноритарного акционера «ТоАза» — компании Tringal Equities Inc., в котором миноритарий требовал признать все решения прошедшего 30 июня 2006 собрания акционеров недействительными. Ранее, в ноябре 2006 года, Tringal Equities Inc. подала иск к «Тольяттиазоту» на 84 миллиона долларов, в такую сумму миноритарий определил свой ущерб, который ему был нанесён в результате неверной экспортной ценовой политики. Пресс-секретарь «ТоАза» Игорь Башунов заявил, что «Иск миноритария, так же, как и предыдущие, призван дестабилизировать работу предприятия». Газета «Ведомости» утверждала, что Группа «Ренова», купившая около 10 % акций «Тольяттиазота», является автором рейдерской атаки на «ТоАз», а также напоминала, что депутат Государственной Думы Анатолий Иванов в мае 2005 года утверждал, что за арестом руководителей «ТоАза» стоит компания «Ренова», руководство которой ранее получило отказ на предложение продать контрольный пакет акций «ТоАза». В свою очередь представители «Реновы» заявили о непричастности к преследованию руководителей «Тольяттиазота».
В мае 2007 года оба иска Tringal Equities Inc. к совету директоров и корпорации «Тольяттиазот» были отклонены Арбитражным судом Самарской области.

### Признание законности приватизации акций «Трансаммиака» и «Тольяттиазота»
30 сентября 2008 года Высшим Арбитражным судом РФ было принято решение о законности приватизации ОАО «Трансаммиак», ВАС отказал Росимуществу в удовлетворении иска.
В декабре 2009 года Апелляционный Арбитражный суд в Саратове отказал Росимуществу в удовлетворении жалобы на решение Арбитражного Суда Саратовской области по иску о незаконности продажи 6,1 % акций «Тольяттиазота». Таким образом, приватизация 6,1 % акций «ТоАза» была признана законной. Дело с 2004 года рассматривалось уже по четвёртому кругу, ранее его уже рассматривал Президиум Высшего Арбитражного суда РФ. Дело было передано в 2008 году в Арбитражный суд Саратовской области Поволжским окружным судом.

## Налоговые претензии

### Претензии УФНС по Самарской области на 658 млн рублей по налогам за 2003 год
В марте 2007 года Управление Федеральной налоговой службы по Самарской области предъявило акт повторной налоговой проверки «ТоАза» и претензии по неуплате налогов за 2003 год в размере 658 миллионов рублей. Представители «Тольяттиазота» заявили, что не согласны с решением УФНС по Самарской области и считают необоснованными большую часть аргументов налогового органа. Повторная проверка предприятия проходила с 10 ноября по 26 декабря 2006 года. Эксперты предсказывали увеличение налоговых претензий с учётом пеней до одного миллиарда рублей.

### Претензии УФНС по Самарской области на 2,582 млрд рублей по налогам за 2004 год
9 августа 2007 года «Тольяттиазот» получил новые претензии от Управления федеральной налоговой службы по Самарской области, по результатам повторной проверки за 2004 год налоговая служба предъявила «ТоАзу» претензии по налогу на прибыль в размере 1,613 млрд рублей и 955 млн рублей по неуплате НДС. На предприятии сочли претензии УФНС необоснованными и заявили о том, что действия налоговиков направлены на дестабилизацию работы завода.

### Признание недействительными требований УФНС
В 2007 году Тольяттинский суд признал требования УФНС, выдвинутые в 2005 году, незаконными. Через год, в 2008 году, Арбитражный суд Самарской области постановил, что требования УФНС за 2002—2004 год являются недействительными.

## Покупка «Уралхимом» пакета акций «ТоАза» у группы «Ренова»
В июне 2008 года группа «Ренова» сообщила о продаже 7,5 % акций ОАО «Тольяттиазот» ОХК «Уралхим». По котировкам акций «Тольяттиазота» на РТС на 2 июня, цена сделки могла составить 225 миллионов долларов. На покупку пакета «Реновы» претендовал основной собственник «Тольяттиазота» Владимир Махлай, однако «Уралхим» предложил лучшую цену и купил 7,5 % акций «ТоАза».
К 2011 году миноритарный акционер ОХК «Уралхим» нарастила свой пакет акций «Тольяттиазота» до 9,73 %, позже довела свой пакет до 9,97 %.

### Конфликт «ТоАза» с ОХК «Уралхим»
После приобретения акций «Тольяттиазота» новый акционер запросил у «ТоАза» ряд документов, касающихся деятельности и управления, которые были проигнорированы. После этого «Уралхим» обратился в суд с требованиями о предоставлении документов о деятельности «ТоАза», предоставлении документов, подтверждающих право собственности на имущество, протоколы годовых собраний акционеров, список аффилированных лиц и положение о филиалах предприятия.
Только в течение 2008 года «Уралхим» подал к «Тольяттиазоту» 17 исков. С 2009 по 2013 год «Тольяттиазот» за непредоставление отчётности миноритарию более 20 раз привлекали к ответственности, в результате чего предприятие было оштрафовано на 11,5 млн руб.
В 2011 году «Уралхим» обратился в Следственный комитет с заявлением о возбуждении уголовного дела в отношении генерального директора «Тольяттиазота» Евгения Королёва. Поводом для обращения в правоохранительные органы стал отказ Королёва предоставить документы к внеочередному собранию акционеров, а также факты продажи продукции предприятия швейцарской Nitrochem Distribution AG по заниженным ценам, что, по мнению «Уралхима», нанесло ущерб акционерам и предприятию.
В марте 2012 года на общем собрании акционеров «Уралхим» проголосовал против принятия финансового отчёта «ТоАза» за 2011 год. По мнению «Уралхима», прибыль предприятия была занижена на 200 миллионов долларов.
В 2011 году «Уралхим» пытался продать акции «Тольяттиазота». Однако сделка не состоялась из-за того, что «Тольяттиазот» не представил информацию об акционерах. «Уралхиму» пришлось заплатить неустойку в размере $1 млн за срыв сделки.

## Уголовные дела 2012—2019 года

### Уголовное дело за нарушение прав миноритарного акционера
10 февраля 2012 года по заявлению миноритарного акционера ОАО ОКХ «Уралхим» было возбуждено уголовное дело по ч. 1 статьи 185.4 УК РФ (Воспрепятствование осуществлению или незаконное ограничение прав владельцев ценных бумаг) по фактам воспрепятствования ОАО «ТоАз» доступу миноритарного акционера к документам ОАО. По мнению «Уралхима», блокируя доступ к документации, «Тольяттиазот» пытался скрыть от акционеров ущерб. В марте 2012 года суд признал правомерным возбуждение уголовного дела за нарушение прав миноритарного акционера. «Тольяттиазот» пытался обжаловать возбуждение уголовного дела в суде, однако ему было отказано. Обвиняемыми в уголовном деле стали начальник юридического управления ЗАО "Корпорация «Тольяттиазот» и юрисконсульт ОАО «Тольяттиазот».
В апреле 2012 года Следственным комитетом России по Самарской области были произведены обыски в заводоуправлении «Тольяттиазота», в «Тольяттихимбанке» и Самарском филиале «ВТБ-регистратор». Обыски были связаны с ранее возбуждённым уголовным делом о нарушении прав миноритарного акционера.

### Уголовное дело за мошенничество в особо крупном размере
В декабре 2012 года издание Газета.ru сообщило о том, что Следственным комитетом по Самарской области на ОАО «Тольяттиазот» вскрыта афера на 550 миллионов долларов. Следователи Следственного управления Следственного комитета по Самарской области возбудили уголовное дело по статье 159 (мошенничество в особо крупном размере) в отношении неустановленных лиц. По сообщению СУ СКР по Самарской области, уголовное дело было возбуждено по фактам поставок продукции завода по заниженным ценам швейцарской компании Nitrochem Distribution AG, аффилированной с мажоритарными акционерами, которая впоследствии реализовывала продукцию по рыночным ценам. По данным следствия, акционеры предприятия лишились значительной части дивидендов, ОАО ОХК «Уралхим» понёс ущерб в размере 550 миллионов долларов, а государство недополучило налоги в бюджет.
В январе 2013 года «Уралхим» обратился в следственный комитет по Самарской области с заявлением о возбуждении уголовного дела за мошенничество, совершённое организованной группой, в отношении руководства и акционеров «ТоАза». Претензии миноритария касались незаконного вывода активов. «Уралхим» обвинил руководство «Тольяттиазота» в продаже ООО «Томет» по заниженной цене действующего производства метанола 450 тысяч тонн в год. Производство было продано за 130,39 млн рублей, а участок под ним за 2,06 млн рублей без уведомления акционеров. По данным «Уралхима», стоимость аналогичного предприятия, запущенного в России, составила 13,54 млрд рублей.
В апреле 2013 года генеральный директор ЗАО "Корпорация «Тольяттиазот» Евгений Королёв был объявлен в розыск по ранее возбуждённому уголовному делу по ч. 4 ст. 159 Уголовного кодекса РФ.

### Уголовное дело за злоупотребление полномочиями, заочный арест Евгения Королёва
В январе 2014 года Следственным управлением СКР по Приволжскому федеральному округу в отношении генерального директора ЗАО "Корпорация «Тольяттиазот» Евгения Королёва было возбуждено уголовное дело по ч.1 ст. 201 Уголовного кодекса РФ (злоупотребление полномочиями). Королёв был обвинён в незаконном выводе активов «Тольяттиазота». В 2010 году Королёв заключил договор купли-продажи производства метанола. По версии следствия. ущерб от действий Королёва составил около 400 миллионов долларов. Королёв был заочно арестован и объявлен в международный розыск.

### Заочный арест Сергея Махлая, Владимира Махлая, Андреаса Циви и Беата Рупрехта
23 декабря 2014 года Сергей Махлай был заочно арестован по решению Басманного суда города Москвы, таким образом суд удовлетворил ходатайство Главного следственного управления Следственного комитета России. Махлай был обвинён в создании схемы по продаже продукции предприятия по заниженным ценам и выводе денежных средств в офшоры. В ноябре Сергею Махлаю, проживающему в США и имеющему двойное гражданство, было предъявлено заочное обвинение.
24 декабря 2014 года владелец швейцарских компаний Ameropa AG и Nitrochem Distribution AG Андреас Циви, находящийся в международном розыске, был заочно арестован Басманным судом города Москвы по делу о мошенничестве на сумму около 400 миллионов долларов.
25 декабря 2014 года по обвинению в мошенничестве на 550 миллионов долларов Басманным судом города Москвы был заочно арестован основной владелец «Тольяттиазота» Владимир Махлай.
26 декабря 2014 года по обвинению в хищении у «Тольяттиазота» продукции на 3 миллиарда долларов, Басманный суд города Москвы заочно арестовал директора Nitrochem Distribution AG Беата Рупрехта. С учётом тяжести преступления суд пришёл к решению о законности ходатайства следствия.

### Уголовное дело за создание преступного сообщества, арест председателя правления «Тольяттихимбанка» А. Попова
16 мая 2019 года Следственным комитетом России было возбуждено ещё одно уголовное дело о хищениях на «ТоАзе» на сумму более 2,5 миллиардов рублей. В рамках расследования уголовного дела, 31 мая при попытке покинуть Россию был задержан, а позже арестован председатель правления «Тольяттихимбанка» Александр Попов по ч. 3 ст. 210 УК РФ (организация или участие в преступном сообществе с использованием служебного положения). Попов был обвинён в организации преступного сообщества, которое использовало незаконные финансовые схемы, осуществляемые через «Тольяттихимбанк», для сокрытия преступлений и легализации денежных средств.
Уголовное дело было возбуждено по факту выявления совершения тяжких и особо тяжких преступлений по ч. 2 ст. 199, ч. 4 ст. 159, ч. 3 ст. 210 УК РФ (уклонение от уплаты налогов, мошенничество, организация преступного сообщества и участие в нём). Ущерб от неуплаты налогов, хищения земельного участка и объектов производства составил 2,5 миллиарда рублей. По версии следствия, фигуранты входили в состав преступного сообщества, созданного в 1997 году и возглавляемого Владимиром Махлаем. Подозреваемыми по делу стали Владимир Махлай, Сергей Махлай, Александр Макаров, Александр Попов, Евгений Королёв, Алексей Виноградов, Ольга Камашева, Андрей Мизгирёв, Людмила Милосердова, Ксения Балашова и Эндрю Циви.

### Передача в суд дела о хищении 85 млрд рублей в «Тольяттиазоте», вынесение приговоров обвиняемым
В декабре 2017 года уголовное дело о хищении 85 миллиардов рублей было направлено Генеральной прокуратурой РФ для рассмотрения по существу в Комсомольский районный суд города Тольятти. Обвинительное заключение в отношении Евгения Королёва, Владимира Махлая, Сергея Махлая и швейцарских предпринимателей Эндрю Циви и Беата Рупрехта-Ведемайера было утверждено Генпрокуратурой. Фигурантам предъявлены обвинения по ч. 4 ст. 159 УК РФ, им вменялось хищение в особо крупном размере путём мошенничества в составе организованной группы. На момент передачи дела в суд все обвиняемые находились в международном розыске. 5 июля 2019 года был оглашён приговор обвиняемым по уголовному делу. Суд приговорил: Владимира Махлая к 9 годам лишения свободы в колонии общего режима; Сергея Махлая к 9 годам лишения свободы в колонии общего режима; Евгения Королёва к 8,5 годам лишения свободы в колонии общего режима; Беата Рупрехта-Ведемайера к 9 годам лишения свободы; Эндрю Циви к 8,5 годам лишения свободы.
Кроме того, суд удовлетворил иски «Уралхима», в пользу ПАО «Тольяттиазот» на 77,3 миллиарда рублей, а в пользу «Уралхима» — 10,3 миллиарда рублей.
В свою очередь представители «Тольятииазота» заявили, что уголовное дело против руководителей и собственников является частью рейдерской атаки, а причиной силового давления является желание миноритарных акционеров получить контроль над предприятием. Информационное агентство «Регнум» назвало дело «Тольяттиазота» ударом по политической репутации России. Агентство сообщило, что захват предприятия осуществлялся в интересах основного владельца «Уралхима», а также рассказало о судебной тяжбе между «Тольяттиазатом» и «Уралхимом» в Высоком суде Ирландии.
Приговор в отношении фигурантов вступил в законную силу, в ноябре 2019 года Самарский областной суд оставил приговор без изменения.

## Уголовное дело за попытку дать взятку судьям Верховного суда РФ, возбужденное в 2020 году
В январе 2020 в отношении находящегося в розыске Сергея Махлая было возбуждено новое уголовное по части 3 статьи 30 и части 5 статьи 291 УК РФ – покушение на дачу взятки в особо крупном судьям Верховного суда РФ за отмену решения о взыскании с ПАО «Тольяттиазот» налоговых недоимок.
Постановление о возбуждении уголовного дела было вынесено генерал-майором Михаилом Тумановым, руководителем следственной группы СКР по делу «Тольяттиазота». Газета «Коммерсант» сообщила, что в России обвинение по новому уголовному делу будет предъявлено находящемуся под арестом бывшему руководителю «Тольяттихимбанка» Александру Попову и бывшему начальнику службы безопасности «Тольяттиазота» Олегу Антошину, которым Сергей Махлай в 2015 году якобы поручил найти посредника для того, чтобы дать взятку в размере 2 млн евро судьям Верховного суда РФ. Фигуранты действовали сообща с «неустановленными лицами» и не довели свои намерения до конца, так как Верховный суд вынес определение об отказе в передаче кассационной жалобы на рассмотрение коллегии по экономическим спорам. Ранее Антошин был осужден за попытку имитации подготовки теракта на территории ПАО «Тольяттиазот» на 3,5 года лишения свободы. Сотрудники ФСБ, задержавшие Антошина в январе 2018 года, выяснили, что целью Антошина была дискредитация Сергея Махлая и руководства «ТоАза».
В конце июля 2020 года Председатель Следственного комитета РФ Александр Бастрыкин рассказал о самых опасных преступлениях в России, среди которых отдельно выделил противоправную деятельность в отношении ПАО "ТоАз", и рассказал о том, что на протяжении 20 лет совершались хищения активов компании. Правоохранительными органами было выявлено организованное преступное сообщество, действовавшее с 1997 по 2018 год. По словам Бастрыкина, в состав ОПС входили руководители предприятия и иностранные граждане. Как заявил председатель Следственного комитета, в 2020 году расследование дело продолжилось, следствием установлены 15 человек, причастных к совершению преступлений.
В июне 2021 года Александр Попов был признан виновным и приговорён к 7,5 годам лишения свободы в колонии строго режима и штрафу в размере 500 миллионов рублей за покушение на дачу взятки судьям Верховного Суда России (ч. 3 ст. 30 ч. 5 ст. 291 УК РФ).
По версии следствия, владелец и руководитель «Тольяттиазот» Сергей Махлай, являясь фигурантом уголовного дела о хищении продукции «Тольяттиазот», был также привлечен к ответственности за совершение налогового нарушения. Чтобы избежать уплаты доначисленных налогов, Махлай решил дать взятку судье Верховного Суда через посредника. Посредником для дачи взятки выступил бывший глава «Тольяттихимбанка» Александр Попов, который, используя свое должностное положение, заложил в банковскую ячейку 2 миллиона долларов, предоставив посредникам доступ к банковской ячейке. Довести преступление до конца Попов не смог, и был осуждён за попытку дать взятку судьям Верховного Суда РФ.